# Đại Nghĩa Ninh
Đại Nghĩa Ninh Quốc là một quốc gia do Dương Càn Trinh thành lập tại vùng Vân Nam, Trung Quốc.

## Lịch sử
Năm 928, Dương Càn Trinh cùng Triệu Thiện Chính giết vua Trịnh Long Đản. Sau đó Dương Càn Trinh lập Triệu Thiện Chính lên làm vua, đổi quốc hiệu từ Đại Trường Hòa thành Đại Thiên Hưng, cũng xưng là Hưng Nguyên Quốc. Năm 929, Đông Xuyên tiết độ sứ Dương Càn Trinh phế hoàng đế Đại Thiên Hưng (Hưng Nguyên Quốc) là Triệu Thiện Chính, kiến lập Đại Nghĩa Ninh Quốc, cải niên hiệu thành Hưng Thánh. 
Năm 930, Dương Càn Trinh bị kì đệ là Dương Chiếu soán vị. Dương Chiếu lên ngôi, cải niên hiệu sang Đại Minh. Năm 937, Hải Thông tiết độ sứ Đoàn Tư Bình khởi binh ở 37 bộ phía đông Vân Nam chống lại vua Dương Chiếu. Vua Dương Chiếu binh bại tự sát, Dương Càn Trinh bỏ thành chạy trốn nhưng bị quân của Đoàn Tư Bình bắt được, Đại Nghĩa Ninh diệt vong. Đoàn Tư Bình sau lập nên Đại Lý Quốc.